# Dugastella marocana
Dugastella marocana е вид ракообразно от семейство Atyidae. Видът е застрашен от изчезване.

## Разпространение
Разпространен е в Мароко.